# Yoel Embaye
Yoel Isaias Embaye, född 6 oktober 1999, är en svensk fotbollsspelare som spelar för FC Trollhättan.

## Karriär
Embaye är född i Eritrea, men kom till Sverige som nioåring. Han började spela fotboll i Ersboda SK, men gick som 13-åring till Umeå FC. Embaye debuterade för A-laget i Division 1 den 12 maj 2019 i en 1–0-vinst över Carlstad United, där han blev inbytt i den 71:a minuten mot Emmanuel Yeboah. I december 2020 förlängde Embaye sitt kontrakt i Umeå FC med två år.
I mars 2023 blev Embaye klar för spel i FC Trollhättan.